# Atherigona strigula
Atherigona strigula este o specie de muște din genul Atherigona, familia Muscidae, descrisă de Adrian C. Pont și Magpayo în anul 1995. Conform Catalogue of Life specia Atherigona strigula nu are subspecii cunoscute.